# Carsten Tank Nielsen
Carsten Tank Nielsen, född den 18 december 1818 i Kristiania (nuvarande Oslo), död där den 1 augusti 1892, var en norsk militär och ämbetsman, son till riksbanksdirektör Jacob Nielsen, far till Yngvar och Alf Nielsen.
Nielsen blev officer i marinen 1838 och anställdes 1842 vid fyrväsendet. Då han 1849 fick i uppdrag att förbereda anläggningen av en optisk telegraflinje från Nevlunghavn till Kristiania, fann han, att den optiska telegrafens tid var förbi, och inlämnade 1850 ett projekt till anläggning av elektromagnetiska telegraflinjer mellan rikets viktigaste punkter. Han uppsatte Norges första telegraflinje (från svenska gränsen vid Fredrikshald till Mandal) och utnämndes 1856, den förste, till direktör för rikets telegrafväsen. Med relativt små medel uträttade han på denna post otroligt mycket för telegrafväsendets utveckling inom Norge. Det var också hans initiativ, som gav anledning till stiftandet av den internationella telegrafföreningen, till internationell räkning med gemensam myntenhet (francs) och till konventionen av 1883 om kablars neutralisering. Som ordförande i hamnkommissionen 1877-80 fick han bestämmande inflytande på utvecklingen av norska hamnväsendet, bland annat vid grundläggningen av den av honom föreslagna "hamnfonden". År 1884 var han en kort tid konstituerad som statsråd.

## Fotnoter
1. 1 2  läs online, nbl.snl.no .[källa från Wikidata]
2. ↑  läs online, www.begravdeioslo.no .[källa från Wikidata]
3. ↑  Jan Debes, Det norske statsråd 1814–1949, 1950, läs online.[källa från Wikidata]